# Corbula nasuta
Corbula nasuta är en musselart som beskrevs av Sowerby 1833. Corbula nasuta ingår i släktet Corbula och familjen korgmusslor. Inga underarter finns listade i Catalogue of Life.